# «Lo» neutre
El «lo» neutre és un dels problemes gramaticals més greus de la sintaxi catalana. Utilitzat sovint en tots els parlars, és rebutjat tant per les institucions normatives de la llengua (l'AVL i l'IEC) com pels escriptors, els quals gairebé mai no l'han utilitzat en les seves obres.
La utilització, en la parla oral espontània, de la paraula «lo» amb valor d'article neutre està estesa per tot arreu, als territoris de parla catalana, moltes vegades en construccions que són calcs semàntics del castellà. En català medieval, però, l'article «lo» s'utilitzava tant amb valor d'article masculí com també d'article neutre.
Pompeu Fabra i els altres normativitzadors van descartar el ben genuí «lo» masculí, amb certa raó, per a desmarcar-se del castellà i evitar usos no-catalans de «lo» com a article neutre. Ara bé, si mirem la llengua medieval i clàssica, entendrem que no era pas cap castellanisme:
- el que podria ser evolució lògica, considerant que l'article masculí 'lo' ha estat reemplaçat generalment per 'el', tanmateix l'aplicació de la norma que imposà de canviar tots els ‘lo que’ escrits (no tant a l'oral, que ha servat el sistema tradicional ja medieval) per ‘el que’ és l'explicació més plausible.
- allò que (s'hauria de reservar únicament a coses allunyades en el temps o l'espai. Se'n fa un ús abusiu).
- això/açò que (molt lògic, però molt poc usat, de fet hom fa servir allò que quan toca això que).
- ço que (es va temptar de revitalitzar aquesta fórmula del català clàssic), occità çò que, francès 'ce que', italià 'ciò che'. En tot cas, ço no és més que un pronom demostratiu, que hom usava de diferents maneres i una d'elles era per a remarcar mots de contingut semàntic neutre, tot i que lo era l'article neutre de referència. Sense deixar de banda que tenim açò, això i allò com a demostratius neutres, la recuperació de ço seria molt adient per la sua versatilitat. Tanmateix, els redreçadors del català no s'hi van esforçar prou, ni veure l'interès de tal estructura, que és indispensable a les llengües esmentades, però curiosament el català se'n pot estar... (influència del castellà potser?). Al cap i a la fi, les llengües sempre se'n surten quan van mancades d'una peça, però aquest element mancant actualment dificulta l'ús de la llengua: cast. Es favorable a que los profesores estén mejor pagados?, fr. Etes-vous favorable à ce que les professeurs soient mieux payés?, cat. consensual Sou favorable AL FET que els professors siguin més ben pagats?, cat. interferit. Que sou favorable *a que els professors siguin més ben pagats?, cat. possible Que sou favorable a ço que els professors siguin més ben pagats? O penseu que seria un calc del francés?

En principi, substituir automàticament «lo» per ço/això/allò és sempre una solució genuïna (els valencians tenen la relació açò/això/allò):
- "*El que passa és que no en tinc ganes" > "La cosa/Ço que passa és que no en tinc ganes"
- "*El que vessa és aigua" > "La cosa/Allò/Això/Ço que vessa és aigua"
- "*El que plou és sang" > "La Cosa/allò/Això/Ço que plou és sang"
- "*El que puja baixa" > "La cosa/Allò/Això/Ço que puja baixa"
- "*El que més m'agrada són els teus ulls" > "(La cosa, allò) que més m'agrada són els teus ulls"

Associacions blaveres, com ara la RACV, accepten alhora que reivindiquen l'anomenat «lo» neutre, entenent que aquest és un senyal d'identitat d'una llengua valenciana diferent del català.
En català existeixen diverses construccions genuïnes que s'utilitzen en parlars o èpoques diferents, i considerades correctes normativament. Construccions com ara la frase castellana:
- de lo bueno, lo mejor en català es construeixen com: del bo el millor.
- Él va a lo suyo en català seria: ell va a la seva.
- lo verdadero y lo falso en català seria: ver i fals (noteu l'absència d'articles)
- A lo mejor: si molt convé, per ventura, potser.
- A lo loco: a la babalà…